# Sebastian Loyola
Sebastian Loyola (Örebro, Suecia, 11 de noviembre de 1996) es un futbolista sueco con ascendencia peruana. Juega de centrocampista y su equipo actual es el FC Trollhättan, de la tercera división de Suecia.

## Biografía
Es hijo de padre peruano y madre sueca. Su abuelo Carlos Loyola también fue futbolista y jugó para el Defensor Arica en los años 70. Comenzó a jugar a los 6 años en un equipo local de la ciudad de Örebro que se llama Karlslund.
También formó parte de la de la selección de fútbol de la región de Örebro.
En 2013 recibió la invitación para hacer las pruebas en la preselección sub-17 de Suecia.

## Clubes
| Club                   | País   | Año         |
| ---------------------- | ------ | ----------- |
| IF Elfsborg Inferiores | Suecia | 2012 - 2013 |
| IF Elfsborg U21        | Suecia | 2014 - 2016 |
| IF Elfsborg            | Suecia | 2015        |
| Karlslunds IF          | Suecia | 2017 - 2021 |
| FC Trollhättan         | Suecia | 2021 -      |